# 維爾 (蘇黎世州)
維爾（德語：Wil）是瑞士联邦苏黎世州比拉赫区的市镇。该市镇面积为8.95平方千米，海拔高度406米，2018年12月31日人口数为1,425。

## 外部連結
- 维尔官方网站 （页面存档备份，存于） （德文）